# Brassaiopsis stellata
Brassaiopsis stellata är en araliaväxtart som beskrevs av Kuo Mei Feng. Brassaiopsis stellata ingår i släktet Brassaiopsis och familjen Araliaceae. Inga underarter finns listade.